# لازار يوفانوفيتش (كاتب)
لازار يوفانوفيتش (بالسِّيرِيلِيَّة الصربية: Лазар Јовановић:، فترة نشاطه: 1835م-1853م) كان كاتبًا للمخطوطات في النصف الأول من القرن التاسع عشر، وهو ينتمي إلى مجتمع صرب البوسنة والهرسك. عَمِل مُدَرِّسًا في المَدْرَسَتَيْن الصِرْبِيَّتَيْن الأساسيَّتَيْن في بَلْدَتَيْ تيشان وتوزلا الوَاقِعَتَيْن شمال-شرق الولاية العثمانية في البوسنة. وقد كَتَب وزخرف وجَلَّد كتابَيْن، أحدهما عام 1841م والآخر في 1842م. جاء تأليف أول كتاب له بِطَلَبٍ من من الأعضاء الصربيين لنقابة صَائِغِي الذّهب في مدينة سراييفو. وهو يحتوي على مجموعة من النَّصائح التي تُقَدَّم للحِرَفيّ الذي أنهى تدريبه في الاحتفال الخاص بترقيته إلى رَبّ عمل في مجال صياغة الذهب. أما كتابه الثاني فهو يحتوي على نسخة من الرسالة الأبوكريفيّة المُقَدَّسَة المعروفة بأسماء متعددة منها: رسالة المسيح من الجنة، ورسالة من الجنة، ورسالة الأحد. وبالرغم من أن يوفانوفيتش قد صرَّح بأنه يكتب باللغة السلافونية-الصربية (لغة تستخدم في الأدب، وهي خليط من اللغة السلافونية الكَنَسِيَّة، والصّربية العامِّيَّة، مع عناصر من الروسيّة)، ولكنَّ كِتابَيه مكتوبَيْن بشكل أساسي باللغة الصريية العامية باللهجة الإيكافية إحدى اللهجات الشتوكافية. كما أنه اتبع قواعد اللغة السلافونية الكَنَسِيَّة في تَهْجِئَة الكلمات، ذلك عوضًا عن السيريلية الصربية الحديثة التي ظهرت عام 1818م.

## الحياة والعمل
وُلِد لازار يوفانوفيتش في قرية بلاكالوفيتشي التابعة لبلدية فلانيسا الواقعة شرق الولاية العثمانية في البوسنة. وكان اسم عائلته الأصلي هو بلاكالوفيتش، ولكنه غيَّرَه لاحقًا إلى يوفانوفيتش، وهو اسم عائلة والده يُوَان يوفانوفيتش. وسكن في مدينة سراييفو، وعمل فيها في خدمة الأبرشية الأرثدوكسية للصربيين القاطنين البوسنة والهرسك، واستمر ذلك حتى سنة 1834م بأعلى تقدير. ومن المُرَجَّح أنه ارتاد مدرسةً أثناء تواجده في سراييفو، أما عن وظيفته في الأبرشية فكانت إعداد القهوة.
بحلول عام 1835م، عَمِل يوفانوفيتش أستاذًا في المدرسة المتوسطة في بلدة تيشان، وهو أول أستاذ معروف في هذه المدرسة. وبينما كان معظم سكان تيشان من المسلمين، إلا أنها ضَمَّت ضاحية للصربيين المسيحيين نشأت في القرن وعاش أهلها بسلام مع السكان المسلمين. ومَوَّل التجار الصربيون الأغنياء القاطنون فيها المدرسة والكنيسة الأرثدوكسية في البلدة. وفي وقت ما بين عامَيْ 1843م و1847م، ذهب يوفانوفيتش للحج في مدينة القدس، وامتلك بعدها لقب حاجّ. وخلال تلك الفترة أيضًا، ارتحل إلى مدينة توزلا، وهي المدينة الرئيسية في شمال شرق البوسنة. وبجانب كونه أستاذًا في المدرسة الصربية هناك، حصل على وظيفة عند أحد باشاوات الدولة العثمانية بحيث أصبح طبيبه الخاص، وهذا لا يعني بالضرورة أنه امتلك معرفة طبية جيدة، حيث أن الكثير من أطباء الشخصيات العثمانية الكبيرة في البوسنة كان لديهم مستوًى مشكوك به من التعليم الطبي، حيث جاء هؤلاء الأطباء من الكثير من البلدان والمناطق دون معرفة مستوى تعليمهم الفعليّ.
كَتَب يوفانوفيتش أول مخطوط معروف له عام 1839م. وكان عبارة عمّا يسميه الصربيون تشِيتُولْيَا، أي كُتيِّب يحتوي على أسماء الأشخاص المتوفّين من عائلة ما والذين يجب على القسّ ذكرهم أثناء القُدَّاس في الكنيسة. وبحلول عام 1843م، كان قد كَتَب خمسَة كُتَيِّبات مُجَلَّدة ومُزَخْرَفَة من تلك الفِئة، وجاءت كتابتها بِطَلَبَات من الناس في بلدة تِيشان -البلدة الأم ليوفانوفيتش- وبلدَتَيْن مجاوِرَتَيْن. ثلاثة من كتيِّباته حُفِظَت في دير لومينيكا الذي يقع بالقرب من بلدته الأم. كما قام بتجديد ثلاثة كتب طُقُوسِيَّة قديمة خاصة بذلك الدَّيْر (سنة 1840م و1847م)، وكتاب آخر من دير أوزرين (في 1841م)، وكذلك كتابَيْن من كنيسة القديس يوحنَّا المَعْمَدَان في مدينة زفورنيك (في 1853م). طٌبِعَت تلك الكتب في القرن الثامن عشر، ثلاثة منها طبع في موسكو، وواحد في فيينا. وفي كل واحد منهم، أَوْرَد يوفانوفيتش كتابات سَرَد فيها حقائقًا عن نفسه. كما يُشاع أنه في إحدى كُتُبه المفقودة كتب عن نفسه بأنه مدير أبرشية زفورنيك وتوزلا.
في عام 1841م، ألَّف يوفانوفيتش وزخْرَف وجَلَّد أوّل كتاب له، حيث جاءت كتابته بطلب من الأعضاء الصربيين لنقابة صَائِغِي الذّهب في مدينة سراييفو. في هذا الكتاب، جَمَع يوفانوفيتش النَّصائح التي تُقَدَّم للحِرَفيّ الذي أنهى تدريبه في الاحتفال الخاص بترقيته إلى رَبّ عمل في مجال صياغة الذهب. وهذا الكتاب هو واحد من كِتَابَيْ نصائح مَعْرُوفَيْن في يومنا الحاضر. وفي عام 1842م، ألَّف يوفانوفيتش كتابه الثاني الذي جاء بطلب من الكنيسة التَّبْشِيرِيَّة في قرية أُوسْيِيشاني الواقعة في منطقة دوبوي. يُقَدِّم ذلك الكتاب نسخة من الرسالة الأبوكريفيّة المقدسة المعروفة بأسماء متعددة منها: رسالة المسيح من الجنة، ورسالة من الجنة، ورسالة الأحد..إلخ.
استنادًا إلى معايير وحيثيَّات ذلك الزمن، يعتبر يوفانوفيتش شخصًا مُثَقَّفًا. وعلى الرغم من تأليفه لكتابَيْن صغيريْن فقط، إلا أن عمله كان ذي تأثير، خاصة أن عدد المخطوطات التي كتبها الصربيون في البوسنة العثمانية كان قليلًا نسبيًّا. كما أن أول دار طباعة أُنشِأت في المنطقة على يد تاجر صربي أوقفت أعمالها عام 1523م، ولم يظهر لها بديل حتى سنة 1866م.

## الكتب

### سوبورنيك

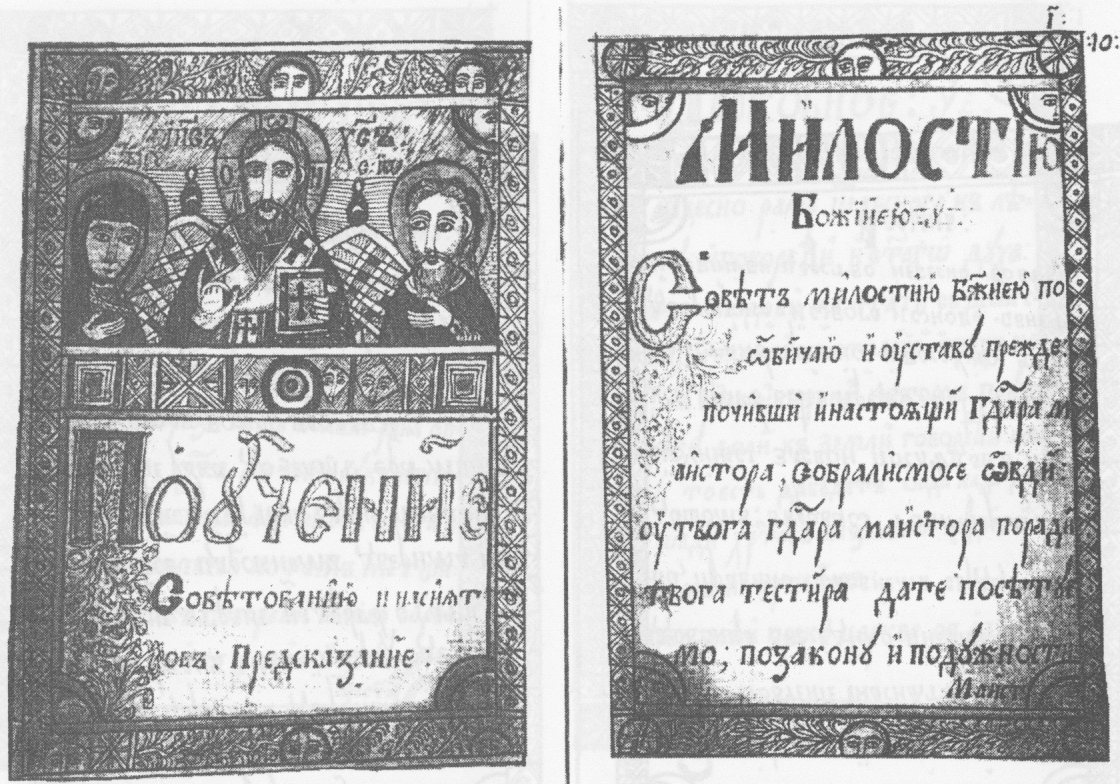
كتاب سوبورنيك، المَطْوِيَّات 12خ-13م. (إعادة طباعة بالأبيض والأسود)

في الأوساط الأدبيّة، يُشَار إلى كتاب لازار يوفانوفيتش الصادر عام 1841م باسم سوبورنيك إيلي سوفجينتيك ماجٍسْتورا إنسافا كوجونجيسكوغا (بالسيريلية: Соборник или совјетник мајстора еснафа кујунџискога، مجموعة معلومات أو نصائح موجهة لأَرْبَاب العمل في نقابة صَائِغِي الذّهَب)، وذلك تقريبًا كما أشار إليه الكاتِب في أول صَفْحَتَيْن. والكتاب مَحْفُوظ في مدينة بلغراد في مكتبة المتحف الوطني الصَّرْبي ضمن مجموعته للكتب القديمة والنادرة. وكان تأليف الكتاب بِطَلَب من الأعضاء الصربيين لنقابة صائِغِي الذهب في مدينة سراييفو، وكتبه يوفانوفيتش في بِلْدَة تيشان. كانت النقابة تُقِيم احتفالًا يُدْعَى تِيسْتِير بهدف ترقية حِرَفيٍّ أنهى تدريبه ليصبح سيدًا ورب عمل في مجال صياغة الذهب وعضوًا دائمًا في النقابة. ويتضمن ذلك الحفل عرضًا لمجموعة متنوعة من النصائح والإرشادات المُقَدَّمَة لرب العمل المستقبلي، وقد جمَع يوفانوفيتش هذه الإرشادات في كتابه سوبورنيك. واستطاعت النقابات في سراييفو ضمّ أعضاء من مُخْتَلَف الديانات: مُسْلِمُون، ومسيحيُّون أرثدوكس، وكاثوليك، ويهود. وكان أعضاء النقابات من الصرب الأرثدوكس يحتفلون سنويًّا بالقديس الرَّاعي للنقابة وذلك من خلال تقليد السلافا. وامتلك احتفال تيسيتير عنصرًا دينيًّا، وكان من الممكن إقامته في بيت المُعَلِّم أو رب العمل الذي تولَّى تدريب الحِرَفي الذي سوف يترقَّى في الاحتفال. وبشكل دوري، كان جميع أعضاء النقابة يقيمون احتفالًا في العَرَاء خارج حدود سراييفو، وقد تضمّن الاحتفال ترقية عدد من المبتدئين إلى حرفيين تحت التدريب، بالإضافة إلى ترقية الذين أَنْهَوْا تدريبهم ليصبحوا أرباب عمل.
كُتِب سوبورنيك على الورق، وهو يحتوي على 60 ورقة بالإضافة إلى ورقة في بداية الكتاب للمٌقَدِّمَة. مساحة كل ورقة هي 155 في 116 ميليمترًا، ومساحة أعمدة النص هي 145 في 102 ميليمترًا، مع وجود 11 إلى 13 سطرًا في كل صفحة في الغالب. كُتِب النص العادي باستخدام الحِبْر الأسود، أما العَنَاوِين فكُتِبَت باللون الأحمر. أما غِلافَا الكتاب فهما مصنوعان من ألواح خشبيّة مُغَطَّاة باستخدام جِلْدٍ ذي لون أشبه بلون النّبيذ الغامق، وتبلغ مساحة كل غلاف 160 في 120 ميليمترًا. تُرِكَت المَطْوِيَّات 2خ-3م و31خ-60خ فارغة من قِبَل الكاتب، أما المطويات 31خ-32خ و60م، بالإضافة إلى ورقة المٌقدِّمة فقد احتوَت على كِتَابَات لِرُعاة الكِتاب الذين طلبوا كتابته.
يُخَاطِب القسم الأوسَط من الكِتاب (المطويات 12خ-25م) ربّ العَمل المٌسْتَقْبَلِيّ، حيث يُشَار إليه بِلَفْظ «الأخ العزيز» (драги братє). ويُشِير عنوان ذلك القِسْم إلى أنه كٌتِب استنادًا لنصّ سابق، سواءًا أكان مكتوبًا أو مٌتًنًاقَلًا بين الناس بالكلام. ويُحْتَوي على سلسلة من النصائح الأخلاقية المُدَعَّمة بفقرات من الإنجيل. وبجانب النصائح العامة فيما يتعلق بالجانب الديني، والعمل الجادّ، والاستقامة، والأمانة، والاحترام، والنَّقاء الروحي والجسدي، والخير، والزُّهْد وغير ذلك، دَعَا القِسْم بشكل أكثر خصوصية أرباب العمل إلى الالتزام بالوفاء والطاعة لنقابتهم. كما ينتهي بالدُّعاء لأعضاء النقابة الأحياء منهم والأموات. وهناك قِسْم قصير في المطويات 28م-28خ يتحدث عن المِصْداقيّة. وتأتي قبل القِسْم الأوسط مجموعة من التعليمات التي تتحدث عن التصرفات الملائمة في الكنيسة، وعن الأداء الصحيح للطقوس المُقَامَة فيها. كما يحتوي الكتاب أيضًا على مجموعة من التَّرَانيم إلى القديس قسطنطين والقدّيسة هيلانة، باعتبارهما راعِيَا (سلافا) نقابة صائِغي الذَّهب، كما أن هناك ترانيمًا إلى رؤساء الملائكة مِيخَائيل وجُبْرائيل، باعتبارهما راعِيَا الكنيسة الأرثدوكسية القديمة في سراييفو. ونُقِشَت في الكتاب رسمة لرؤساء الملائكة في المطوية 1م، كما خُصِّصَت صفحة كاملة لوضع مُنَمْنَمَة تحتوي رسومًا للقديسَيْن قسطنطين وهيلانة في المطوية 3خ، ورَسْم لديسيس في المطوية 12خ، وصفحة كاملة مخصصة لرَسْم يحتوي في جانبه العُلْوِيّ على القديس نقولا وفي جانبه السُّفْلِيّ على رؤساء الملائكة، وذلك في الورقة 25خ.
— "إنه من السيء أن تكذب، ولكنه من غير السيء أن تهرب من شر عظيم باستخدام شرّ صغير".
— "وجودنا في هذا العالم أشبه بالإعارة أو بالنَّدَى على وَرَقَة الشَّجَر... أشبه بالأزهار: اليوم موجودة وغدًا فلا
وصرَّح يوفانوفيتش في المطوية 1م بأنه يكتب باللغة السلافونية-الصربية (لغة تستخدم في الأدب، وهي خليط من اللغة السلافونية الكَنَسِيَّة، والصّربية العامِّيَّة، مع عناصر من الروسيّة)، ولكن الكتاب مكتوب بشكل أساسي باللغة الصريية العامية باللهجة الإيكافية إحدى اللهجات الشتوكافية. ويمكن ملاحظة تأثيرات السلافونية الكَنَسِيَّة في نظام الأصوات في الكتاب، وكذلك يمكن ملاحظته بدرجة أقل في تصريف الكلام. وتأتي هذه تأثيرات من التعديلات الروسية والصربية للسلافونية الكَنَسِيَّة. وكانت الترانيم المأخوذة من كُتب الطقوس الدينية هي النصوص الوحيدة في الكتاب التي كُتِبَت باللغة السلافونية الكَنَسِيَّة. استُخْدِم الخط شبه الأُنسيالي مع نظام الكتابة السريلية في كتابة النص، كما اتبع النص قواعدًا متنوعة في تهجئة الكلام، ولكنه اتبع بشكل أكبر قواعد التهجئة الخاصة باللغة السلافونية الكَنَسِيَّة. وتبدو أحرف الكتاب قديمةً بالرغم من إمكانية ملاحظة تأثير أساليب الكتب المطبوعة على أشكالها. وفي الغالب، اسْتُبٍدِل الحرف ѣ (المسمى يَات) بالحرف иє، مما يعكس تأثير اللهجة الإيكافية على حرف العلة ѣ في اللغة السلافية القديمة.
وتُظْهِر النقوش في سوبورنيك أسماء أعضاء النقابة الذين دَعَوْا يوافانوفيتش إلى تأليف الكتاب، وهم: نيكولا غابيليتش، وستانيسا فاسيليجيفيتش، بيريشا سميلجانيتش، وآندريا. فقد دفعوا له أجرًا بلغ 57 قرشًا و20 بَارَة مقابلَ كتابته، وهو ما يعادل راتبًا شهريًا لأستاذ في المدرسة الصربية في سراييفو. وذكرت وثيقة تابعة للنقابة تعود لعام 1846م وجودَ «كتاب من النصائح» (книга одъ насията) خاص بالنقابة. وكتب جورجي مِيْيِتْش نصًّا في الكتاب في المطويات 31خ-32خ أَوْرَد فيه أسماء تسعة من أعضاء النقابة الذين وافقوا على شرعية وتطبيق كتاب سوبورنيك ودَعَّموه ببعض قواعد النقابة. وذُكِر الكِتاب لأول مرة في الأوساط الأدبية عام 1902م من خلال مقال كتبه فلاديسلاف سكاريتش، حيث كان لا يزال الكتاب حينها في حَوْزَة النقابة. وفي عام 1954م، باعه أحد الأشخاص للمتحف الوطني الصّربي. سوبورنيك هو واحد من اثنين من كتب النصائح المعروفة اليوم. أما كتاب النصائح الآخر فقد ألَّفَه الأعضاء الصربيون لنقابة الخيَّاطين ونُشِر في عام 1869م من خلال دار فيلايِت للطباعة في سراييفو كجزء من إحدى السجلَّات الرسمية. وهناك الكثير من أوجه التشابه بين الكتابين، ولكن هناك اختلافات بينهما أيضًا. فسوبورنيك يفتقر إلى وجود قواعد صريحة خاصة بالنقابة، ولكنها موجودة في كتاب عام 1869م. والأخير يفتقر إلى التعليمات المتعلقة بالتصرفات المناسبة في الكنيسة وإلى الترانيم المستوردة من كتب الطقوس الدينية، كما أنه كُتِب بالأبجدية السيريلية الصربية الحديثة التي ظهرت عام 1818م.

### إيبيستوليا

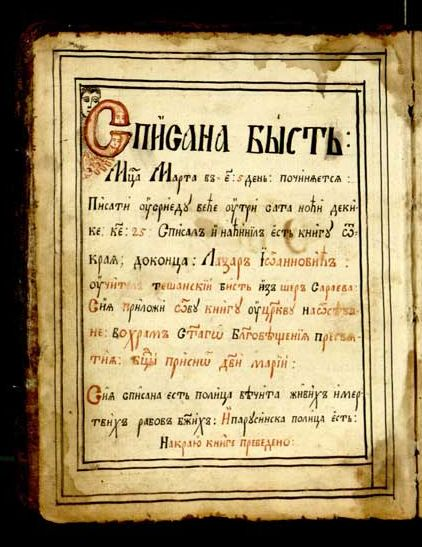
الصفحة الخلفية من المطوية 1، وتحتوي على تصريح يوفانوفيتش بأنه هو المؤلف

في الأوساط الأدبيّة، يُشَار إلى كتاب لازار يوفانوفيتش الصادر عام 1842م باسم إيبيستوليا (بالسيريلية: Епистолија)، وهو محفوظ في مكتبة المتحف الوطني الصربي ضمن مجموعته للكتب القديمة والنادرة. وكان تأليف الكتاب بِطَلَب من الكنيسة التّبْشيريّة في قرية أُوسْيِيشاني في منطقة دوبوي، وقد كتبه يوفانوفيتش في بِلْدَة تيشان. ويحتوي الكتاب على رسالة مقدسة منسوبة للمسيح ولكنها غير معروفة المصدر وكذلك لم تعتمدها الكنيسة، أي أنها بمصطلح آخر رسالة أبوكريفيَّة، وهي معروفة بأسماء عدة، مثل رسالة المسيح من الجنة، ورسالة من الجنة، ورسالة الأحد. تمتلك الرسالة عددًا كبيرًا من النُّسَخ والصِّيَاغَات بلغات كثيرة في التقاليد المسيحية الشرقية والغربية. وقد ذٌكِرَت لأول مرة في سنة 584م، وذلك في رسالة كتبها ليسينيان أسْقُف مدينة قرطاجنة (في الجزء البيزنطي من إسبانيا)، حيث أنه أنكر ورفض تلك الرسالة المقدسة بشدة في رسالته. وتَدَّعي الرسالة المقدسة أن كاتبها هو المسيح عيسى نفسه، وأنها نزلت من الجنة إلى روما أو القدس في معظم الروايات. وتَلْعَن الرسالة هؤلاء الذين يُشَكِّكُون في مصْدَرِهَا المٌقَدَّس، كما وتَسْتَبْشِر الخير للذين ينسخونها وينشرونها بشكل أكبر، وأيضًا للذين يقرؤونها على العَلَن. وكان يُمْكِن استخدامها أيضًا كتميمة شخصيّة أو منزلية. لم تَتِّفق جميع سُلطَات الكنيسة الشرقية على إنكارها، بل إن هنالك دلالات تقول بأن الرسالة كانت تُقْرَأ أحيانًا أثناء القُدَّاس في الكنيسة.
كُتِب إيبيستوليا على وَرَق، وهو يحتوي على 30 ورقة قياس كلٍّ منها 200 في 155 ميليمترًا، بينما تبلغ مساحة أعمدة النص 130 في 120 ميليمترًا، مع وجود 12-14 سطرًا في كل صفحة. أما غِلافَا الكتاب فهما مصنوعان من ألواح خشبيّة مُغَطَّاة باستخدام جِلْد ذي لون بنّي غامق، وتبلغ مساحة كل غلاف 205 في 160 ميليمترًا. كُتِب النص العادي باستخدام الحِبْر الأسود، أما العَنَاوِين فكُتِبَت باللون الأحمر. وتُرِكَت المَطْوِيَّات 2م، و20خ-23خ، و26م-29خ، و30خ فارغة من قِبَل الكاتِب، ولكنَّ بعض تلك الأوراق تحتوي على نقوش وُضِعَت فيما بعد.
في كتاب إيبيستوليا، هناك قسم مخصص للمقدمة يسبق نص الرسالة المقدسة، وهو أشبه بِخُلَاصة للكتاب، ويقع القِسْم تحت عنوان «التَّهْذيب الروحي للشعب الصربي» (Поучєниє народа србскога). أما الرسالة المقدسة نفسها فتبدأ في المطوية 5م، حيث أن بداية حديثها يكون عن كيفية نزولها من الجنة داخل حَجَر سَقَط قٌرْب مدينة القُدْس. كان الحجر صغيرًا، ولكن لم يستطع أحد رَفْعَه. فأَدَّى القديس بيتر مع بطريرك مدينة القدس صلاةً باتجاه الحجر شاركهم فيها الأساقفة والرهبان والقساوسة لمدة ثلاثة أيام وليالٍ حتى انفتح الحجر وخرجت الرسالة التي كانت داخله، وأُخِذَت إلى الكنيسة حيث قُرِأت أمام حَشْد المُصَلِّين. حيث قُدِّم نص الرسالة، ثم أُعِيدَت قراءته على المصلين الذين شاركوا في نسخ الرسالة ونشرها في أنحاء البلاد. تَعْرِض بعض نُسَخ الرسالة المقدسة الخطابَ فقط، بدون ذِكْر القصص الواردة فيها. وتحتوي الرسالة إنكارًا للكثير من أنواع الخطايا، والسلوك السيء، وكذلك إنكارًا لإهمال الناس لتعاليم الكنيسة موضحةً العقوبات القاسية لتلك الآثام. وهي تُرَكِّز بشكل خاص على الاهتمام الإلزامي بيوم الأحد باعتباره يوم الربّ. وتنتهي الرسالة المقدسة في المطوية 19خ، أما باقي أوراق الكتاب فهي محجوزة لكتابة أسماء الأشخاص الواجب الدعاء لهم أثناء القداس في كنيسة قرية أُوسْيِيشاني. وكان يوفانوفيتش بالفعل قد كتب بنفسه 60 اسمًا، معظمهم في قِسْم «الذكرى الخالدة لِخَدَمَة الربّ». ونُقِش في الكتاب رَسْمَتَان، واحدة للمسيح عيسى في المطوية 3م، والأخرى تصور ديسيس في المطوية 5م.
تتشابه خصائص لغة النص في كتاب إيبيستوليا مع كتاب يوفانوفيتش الذي سبقه: سوبورنيك. وإنه من غير المعروف كم كانت المدة التي بقي فيها إيبيستوليا في الكنيسة في قرية أُوسْيِيشاني. ولكنه بعد خروجه منها حُفِظ في قرية كوزوهي الواقعة أيضًا في منطقة دوبوي. وكان أحد مُلَّاكه في كوزوهي هو القسّ جورج ستيفانوفيتش، وهو أخ القسّ ياتشيم ستيفانوفيتش منظّم التمرد الصربي ضد العثمانيين سنة 1858م في تلك المنطقة. وفي 1940م، أصبح الكتاب في مدينة توزلا، وكتب كبير الكهنة فيها بيتر ستيفانوفيتش ملاحظة تاريخية على الكتاب بخصوص ياتشيم ستيفانوفيتش في المطوية 26خ. وبعهدها بسنة واحدة، اندلعت الحرب العالمية الثانية في يوغوسلافيا، وأُحْضِر الكتاب إلى بلغراد. وأعطى شخص مجهول الكتاب إلى المكتبة الوطنية الصربية سنة 1943م. وبجانب الإيبيستوليا الذي كتبه يوفانوفيتش، هناك كتب أخرى لكُتَّاب صربيين آخرين احتوت على نفس الرسالة المقدسة: رسالة المسيح من الجنة. كل واحد من تلك الكتب له خصائص تميزه من ناحية المحتوى، وطريقة التهجئة الكلمات، والعلاقة بين عناصر اللغتين السلافونية الكَنَسِيَّة والعامّية الصربية بداخله. إحدى تلك المؤلفات كُتِب في القرن الثامن عشر، وتظهر فيه آثار اللهجة الإيكافية، وهو يتشارك مع الإيبيستوليا من ناحية استنكار ورفض تدخين التّبغ، حيث أنهفي كِلَا الكِتابَيْن، أُشِير للمدخنين بِـ«هؤلاء الذين يشربون التَّبْغ».